# Burtnieks
Burtnieks is het op drie na grootste meer van Letland. Het meer heeft een zanderige, soms modderige bodem en heeft een gemiddelde diepte van slechts 2,4 meter. In Burtnieks gedijen 17 soorten vissen, zoals witvissen, zalmen, kopvoornen, palingen en snoeken.
De waterspiegel van Burtnieks was oorspronkelijk een meter hoger, maar zakte als gevolg van de regulering in 1929 van de rivier de Salaca, die vanuit het meer in de Golf van Riga stroomt. Op het land dat bij dit proces droog kwam te liggen, groeiden riet en algen.